# Quartier Saint-Aubin
Pour les articles homonymes, voir Saint-Aubin.
Le quartier Saint-Aubin , (oc) Sant Albin [sant al'bi] , est un petit quartier du centre-ville de Toulouse. Il s'étale à l'est du centre historique, tout autour de la rue de la Colombette et de la massive église Saint-Aubin, entre le boulevard Lazare-Carnot et le canal du Midi. On trouve à sa proximité directe le Théâtre de la Cité et la halle aux Grains, une des principales salles de concert de Toulouse.
Ce petit quartier pittoresque conserve une âme de village dans la ville. Il reste attaché à son identité populaire et à son ambiance cosmopolite et chaleureuse. Chaque dimanche, le marché Saint-Aubin, autour de l'église, propose ses étals de produits gastronomiques et de fleurs.
La rue de la Colombette, bordée de cafés, de librairies, de restaurants aussi bien exotiques que régionaux, a la particularité, tout comme Montmartre à Paris, d'être une « commune libre » : créée à la Libération, elle fait partie des quarante-quatre communes libres de France dont le but est de préserver le patrimoine architectural, les traditions et le folklore d'un quartier. La « commune libre de la Colombette » a donc son maire et son garde-champêtre (fonctions toutefois symboliques) et elle fête chaque automne depuis 1945 l'accession à son statut. Sa foire annuelle rassemble un grand marché, égayé par les manèges d'une fête foraine et de nombreuses animations, spectacles d'humoristes, concours de chants et concerts.

## Bâtiments remarquables

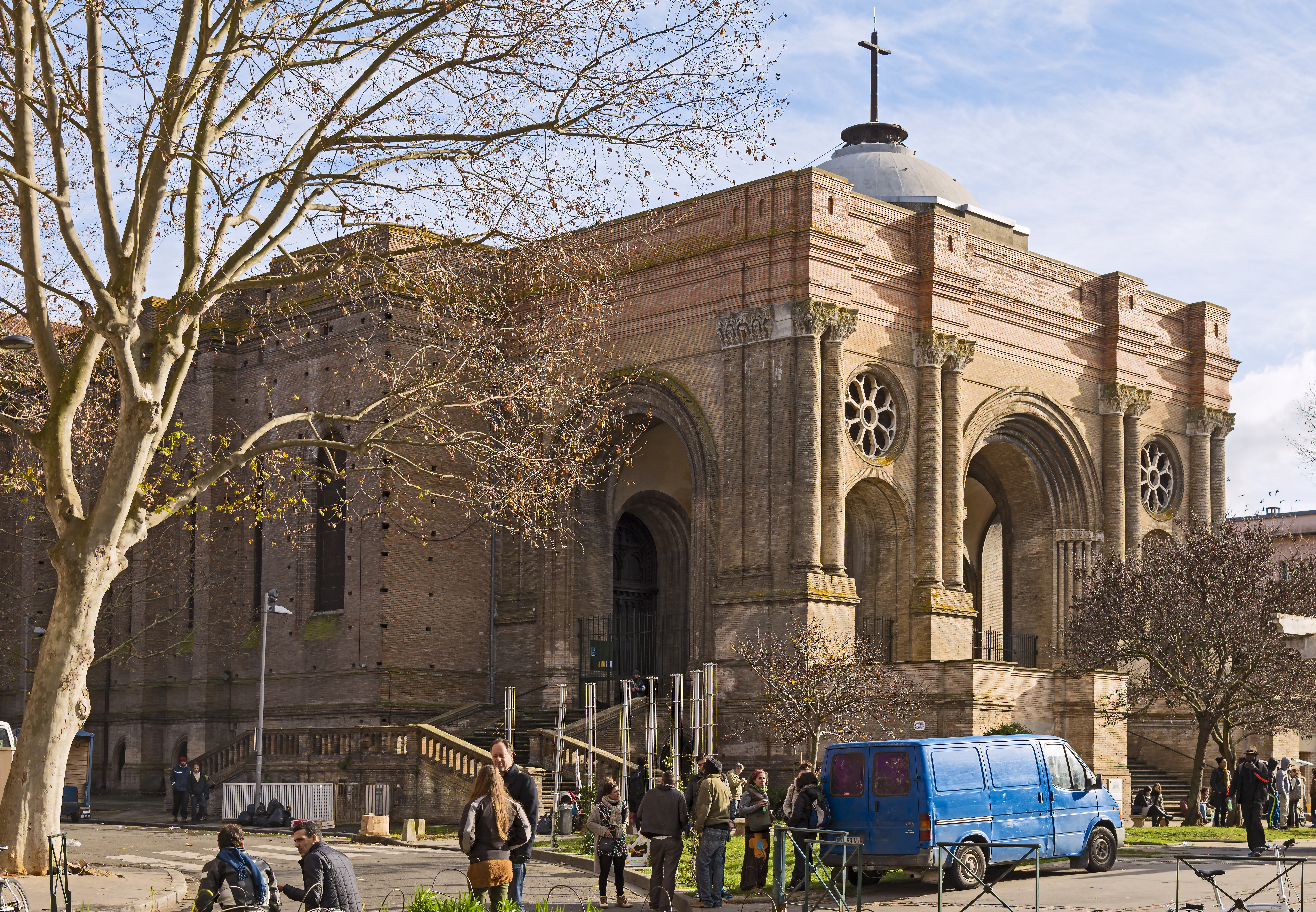
église Saint-Aubin
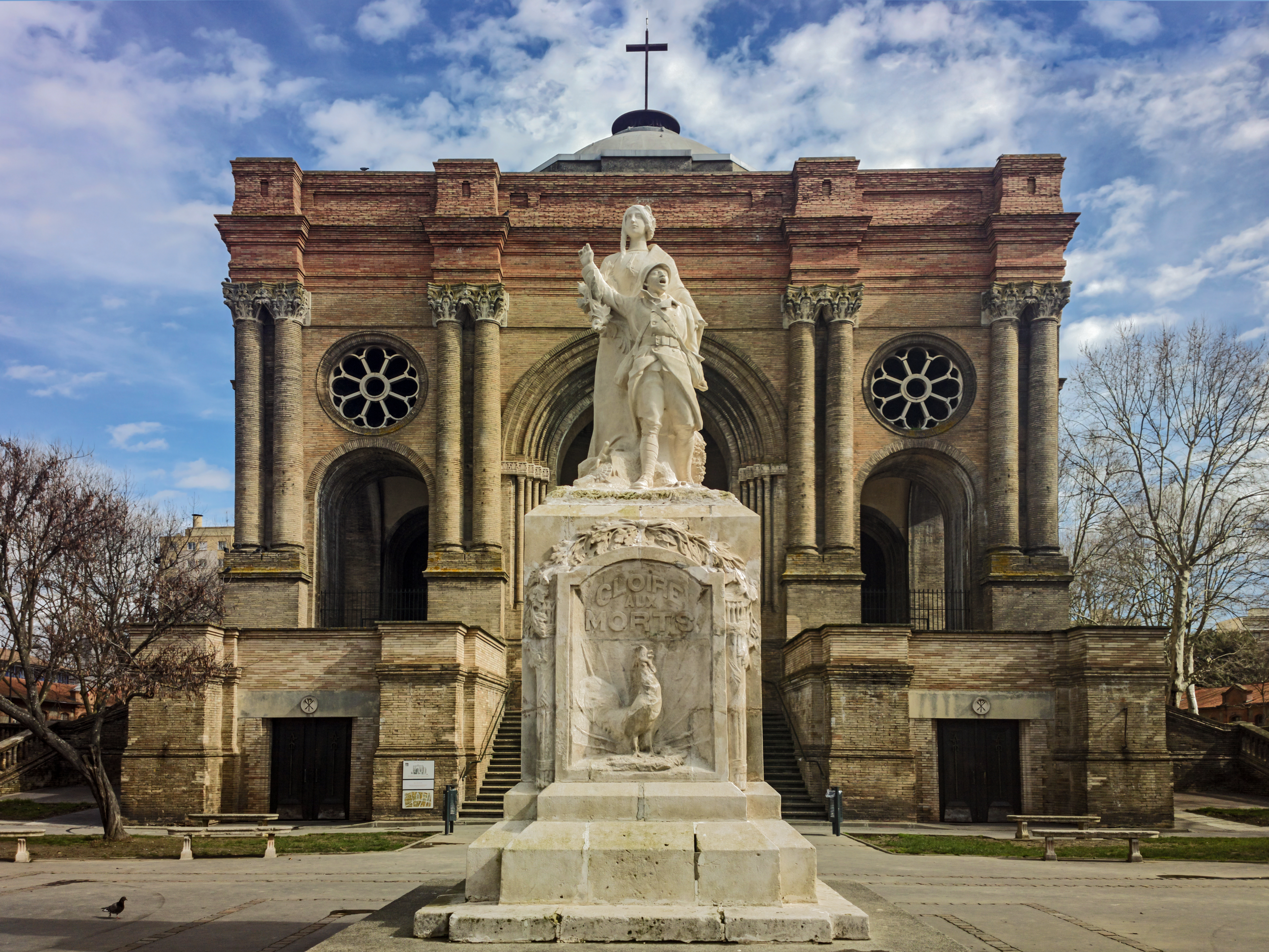
Monument aux Morts
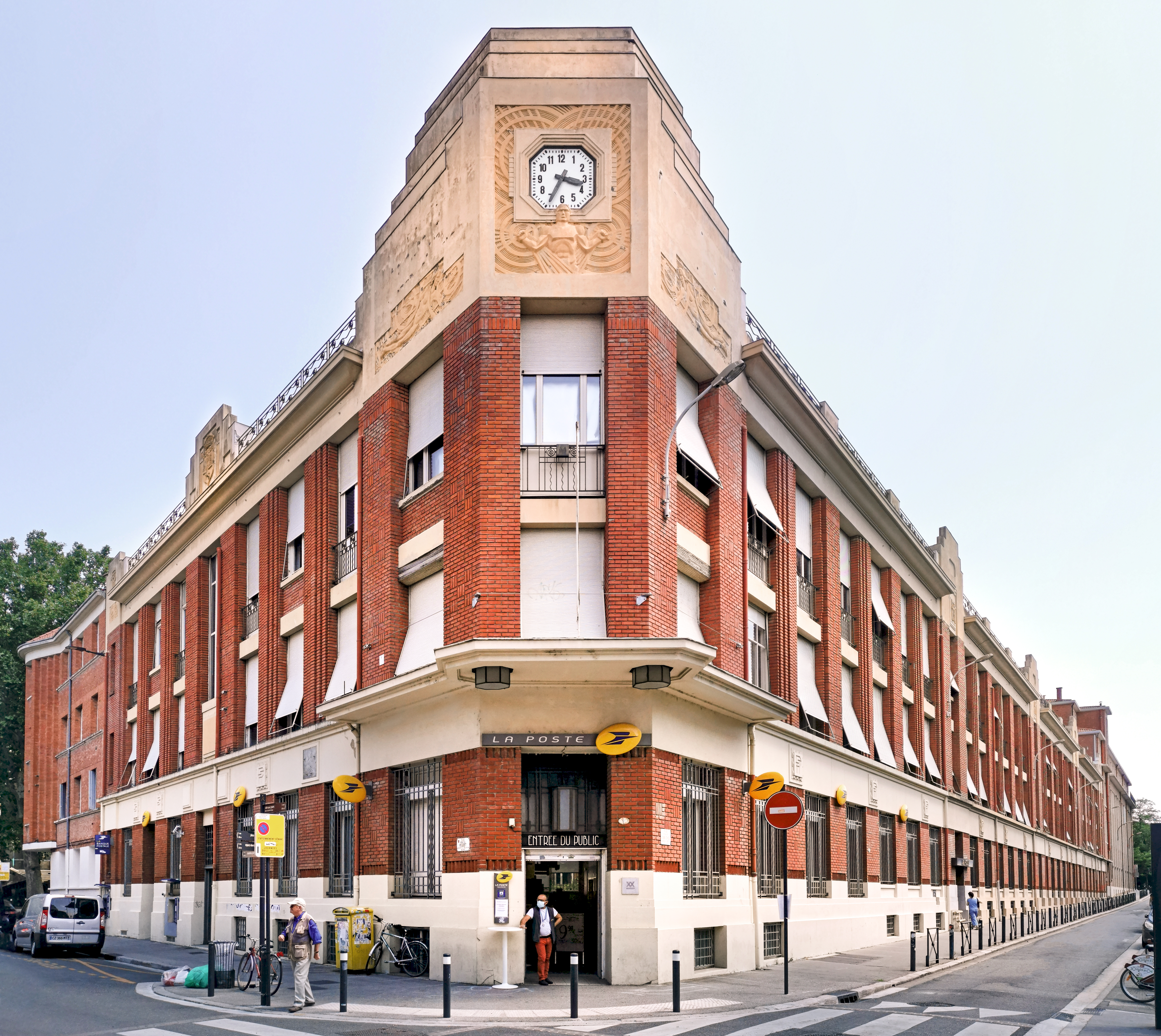
La poste Art-déco par Léon Jaussely